# Kateryna Dudnyk
Kateryna Oleksijivna Dudnyk (ukrainska: Катерина Олексіївна Дудник), född 30 december 1995 i Bila Tserkva, Kiev oblast, Ukraina, är en volleybollspelare.
På klubbnivå har hon spelat med AF Bila Tserkva (2010-2012), VK Halytjanka Ternopil (2012-2016), VK Chimik (2016-2019) och SK Prometej (2019). Hon deltog med Ukrainas damlandslag i volleyboll vid EM 2021